# 櫻井忠
櫻井 忠（さくらい ただし、一般には「桜井忠」表記、1954年2月3日 - ）は、日本の政治家。苫小牧市議会議員（通算6期）。元北海道苫小牧市市長（1期）。

## 概要
北海道室蘭市出身。北海道室蘭東高等学校、大東文化大学経済学部卒業。
鳩山由紀夫衆議院議員秘書、苫小牧市議会議員（2期）を経て、2003年に無所属（自由民主党推薦）で苫小牧市長選挙に出馬。「民間委託による官民格差の是正」「苫小牧市の財政再建の推進」等、101項目に及ぶ公約を掲げ、民主党の支援を受けて出馬した鳥越忠行市長を破り、初当選する。
しかし市長就任後は公約の一部撤回や助役の選任をめぐる対応の悪さに苫小牧市議会が反発し、2004年3月に市議会は辞職勧告決議を提出。賛成20票、反対11票で可決された。
2006年5月、飲食店の女性経営者にわいせつな行為を行った疑惑が報じられ、同月31日付けで苫小牧市長を辞職。その後、6月22日に準強制わいせつの容疑で逮捕され、同年12月19日、札幌地方裁判所苫小牧支部で懲役1年6ヶ月、執行猶予4年の有罪判決が下された。
桜井の辞職を受けて実施された苫小牧市長選挙には元市長で、2003年の市長選で桜井に敗れた鳥越忠行、元衆院議員の岩倉博文が出馬し、自民党、新党大地の推薦を受けた岩倉が当選した。
2011年4月、苫小牧市議会選挙に再出馬し3選、2015年4月、4選。2019年4月、5選。2023年4月、6選。